# Andrzej Szypulski (szachista)
Andrzej Szypulski (ur. 13 sierpnia 1962 w Gołdapi) – polski szachista, mistrz międzynarodowy od 1988 roku.

## Kariera szachowa
W roku 1983 zwyciężył w turniejach otwartych w Warszawie i w Białymstoku. Podzielił również II miejsce (za Stefanem Dejkało) w Rzeszowie. W 1984 podzielił I miejsce w Częstochowie (wspólnie z m.in. Praveenem Thipsayem). W zajął III miejsce w międzynarodowym turnieju w Warszawie. Jest trzykrotnym medalistą drużynowych mistrzostw Polski: złotym (1986) i dwukrotnie srebrnym (1987, 1996). Dwa pierwsze medale zdobył w barwach "Legionu" Warszawa, natomiast trzeci – reprezentując "Hańczę" Suwałki.
Najwyższy ranking w karierze osiągnął 1 stycznia 1984 r., z wynikiem 2480 punktów zajmował wówczas 2. miejsce (za Włodzimierzem Schmidtem) wśród polskich szachistów. Od 1998 r. nie występuje w turniejach klasyfikowanych przez Międzynarodową Federację Szachową.